# Beck András (irodalomkritikus)
Beck András (Szeged, 1961. október 30. –) magyar irodalomkritikus, esztéta.

## Életpályája
1981–1987 között az Eötvös Loránd Tudományegyetem Bölcsészettudományi Kar magyar-történelem szakán tanult. 1987-ben Leuwen-ben volt tanulmányi ösztöndíjas. 1991–1992 között a Rutgers Egyetem hallgatója volt. 1993-ban és 2000-ben Soros kutatói ösztöndíjas volt. 1993–1994 között az ELTE BTK Esztétika Tanszékén óraadóként dolgozott. 1994-ben egyetemi doktori címet kapott az ELTE-n. 1994–1996 között a Janus Pannonius Tudományegyetem művészetelméleti tanszék óraadója volt. 
1997-ben PhD. fokozatot szerzett az ELTE filozófia-esztétika szakán. 1998–1999 között a Nappali Ház irodalmi és művészeti folyóirat szerkesztőjeként tevékenykedett. 2005–2006 között az ELTE BTK Médiakutatási Intézet óraadója volt. 2009-től a Moholy-Nagy Művészeti Egyetem Elméleti Intézetének docense. Számos művészet- és irodalomelméleti művet fordított angolból, foglalkozott Karinthy Frigyes munkásságával.

## Művei
- Nincs megoldás, mert nincs probléma; JAK–Pesti Szalon, Bp., 1992 (JAK)
- A filozófus az amerikai életben (szerkesztő, Pécs, 1994)
- Bevezetés a modern irodalomelméletbe. Összehasonlító áttekintés (Babarczy Eszterrel, 1995)
- Hagyni a teóriát másra; Magvető, Bp., 2000
- Kuriozitás és művészet randevúja a kioszkban (Az ötnézetű portréfotó zsánere) (2000, 2019)
- Egy percre mindenki. Erwin Wurm egyperces szobrai (Beszélő, 2007)
- „Ülök szemben Abramovic-csal” (Pannonhalmi Szemle, 2013)
- Cage nevet (2015)[4]
- Szakítópróba. Karinthy, a Nihil és akiknek nem kell; Szépmesterségek Alapítvány, Miskolc, 2015 (Műút-könyvek)
- Raktárkészlet. Kundera: Tréfa 1968, 1988, 2018; szerk., interjúk Beck András; szerzői, Bp.,2018 (Neowatt könyvek)
- Eljutni A-tól B-ig és vissza; Magvető, Bp., 2021

## Műfordításai
- Anthony Quinton: A tökéletlenség politikája (Pécs, 1995)
- U. Birnstein: A kereszténység krónikája (1998)
- L. Partridge: Michelangelo freskói. Az újjászületett "Utolsó Ítélet" (Balázs Istvánnal, 1998)

## Díjai
- Balassa Péter-díj (2010)[5]
- Déry Tibor-díj (2011)[6]
- Artisjus-díj (2016)